# Bemrose Trophy Trial
El Bemrose Trophy Trial, sovint conegut simplement com a Bemrose Trial, és una competició motociclista de trial que se celebra anualment des de 1921 pels voltants de Buxton, a Derbyshire (Anglaterra). Es tracta d'una de les proves de trial més emblemàtiques del país i ha comptat històricament amb la participació dels principals especialistes britànics. Organitzat inicialment pel The Pathfinders and Derby Motor Club, des del 2010 l'organitza el North Derbyshire Youth M.C.C durant el mes de març. El nom del trofeu ve del seu creador, el coronel W. L. Bemrose, president del Derby & District Motor Club el 1921.
L'esdeveniment té rang de National (el màxim possible) i puntua sovint per al campionat britànic.

## Característiques
Tradicionalment, la sortida i arribada de la prova se situa a Haslin Farm, als afores de Buxton. El recorregut discorre pels turons del sud-oest d'aquesta població, en ple Peak District, i acostuma a consistir en una volta d'uns 70 km. Dins el recorregut s'hi marquen una dotzena de grups de zones (amb un total de vora 40), moltes d'elles habituals any rere any com ara les més properes a la sortida, a Wrights, o les de Kidtor Dale, Hollinsclough, Dowell i Etchings. Normalment, hi ha diversos grups de zones també a Booth Edge, Washgates, el torrent de Manor Steps, el rierol de Robinsons, les roques de Hawks Nest, els turons de Danebower (al costat de la carretera A54) i Cheeks. Els nombrosos pilots que hi participen, sovint més d'un centenar, disposen d'un límit de set hores per a completar la prova.

## Llista de guanyadors
A 30 de desembre de 2024
Fonts:
| Edició                              | Any  | Guanyador            | Motocicleta |
| ----------------------------------- | ---- | -------------------- | ----------- |
| I                                   | 1921 | G. Child             | ?           |
| II                                  | 1922 | W. Bellian           | ?           |
| III                                 | 1923 | F. G. Craner         | ?           |
| IV                                  | 1924 | W. H. Green          | ?           |
| V                                   | 1925 | F. Marshall          | ?           |
| VI                                  | 1926 | H. B. Macmillan      | ?           |
| VII                                 | 1927 | H. B. Macmillan      | ?           |
| VIII                                | 1928 | B. J. Jenkins        | ?           |
| IX                                  | 1929 | G. B. Goodman        | ?           |
| X                                   | 1930 | G. B. Goodman        | ?           |
| XI                                  | 1931 | G. B. Goodman        | ?           |
| XII                                 | 1932 | S. A. Blake          | ?           |
| XIII                                | 1933 | E. Blake             | ?           |
| XIV                                 | 1934 | G. E. Rowley         | ?           |
| XV                                  | 1935 | Vic Brittain         | Norton      |
| XVI                                 | 1936 | Jack Williams        | Norton      |
| XVII                                | 1937 | J. J. Booker         | ?           |
| XVIII                               | 1938 | Allan Jefferies      | Triumph     |
| XIX                                 | 1939 | Fred Povey           | Ariel?      |
| 1940 - 1945: Primera Guerra Mundial |      |                      |             |
| XX                                  | 1946 | G. E. H. Godber-Ford | ?           |
| XXI                                 | 1947 | A. F. Gaymer         | ?           |
| XXII                                | 1948 | Jim Alves            | Triumph     |
| XXIII                               | 1949 | Jim Alves            | Triumph?    |
| XXIV                                | 1950 | R. Chidgey           | ?           |
| XXV                                 | 1951 | John Giles           | Triumph?    |
| XXVI                                | 1952 | Bill Nicholson       | BSA         |
| XXVII                               | 1953 | Jeff Smith           | BSA         |
| XXVIII                              | 1954 | Jeff Smith           | BSA         |
| XXIX                                | 1955 | Gordon Jackson       | AJS         |
| XXX                                 | 1956 | Jeff Smith           | BSA         |
| XXXI                                | 1957 | Gordon Jackson       | AJS         |
| XXXII                               | 1958 | Artie Ratcliffe      | Triumph?    |
| XXXIII                              | 1959 | Sammy Miller         | Ariel       |
| XXXIV                               | 1960 | Jeff Smith           | BSA         |
| XXXV                                | 1961 | Sammy Miller         | Ariel       |
| XXXVI                               | 1962 | Mick Andrews         | AJS         |
| XXXVII                              | 1963 | B. W. Martin         | ?           |
| XXXVIII                             | 1964 | Sammy Miller         | Ariel       |
| XXXIX                               | 1965 | Sammy Miller         | Bultaco     |
| XL                                  | 1966 | Alan Lampkin         | BSA         |
| XLI                                 | 1967 | Sammy Miller         | Bultaco     |
| XLII                                | 1968 | Lawrence Telling     | Montesa     |
| XLIII                               | 1969 | Mick Andrews         | OSSA        |
| XLIV                                | 1970 | Gordon Farley        | Montesa     |
| XLV                                 | 1971 | Malcolm Rathmell     | Bultaco     |
| XLVI                                | 1972 | Rob Edwards          | Montesa     |
| XLVII                               | 1973 | Martin Lampkin       | Bultaco     |
| XLVIII                              | 1974 | Mick Andrews         | Yamaha      |
| XLIX                                | 1975 | Mick Andrews         | Yamaha      |
| L                                   | 1976 | Mick Andrews         | Yamaha      |
| LI                                  | 1977 | Martin Lampkin       | Bultaco     |
| LII                                 | 1978 | Martin Lampkin       | Bultaco     |
| LIII                                | 1979 | Rob Shepherd         | Honda       |
| LIV                                 | 1980 | Mick Andrews         | Yamaha      |
| 1981 - 2004: Sense dades            |      |                      |             |
| LXXVI                               | 2005 | Dan Thorpe           | Gas Gas     |
| LXXVII                              | 2006 | ?                    | ?           |
| LXXVIII                             | 2007 | Dan Thorpe           | Gas Gas     |
| LXXIX                               | 2008 | Sam Haslam           | Gas Gas     |
| LXXX                                | 2009 | Matthew Jones        | Sherco      |
| LXXXI                               | 2010 | Sam Haslam           | Gas Gas     |
| LXXXII                              | 2011 | Sam Haslam           | Gas Gas     |
| LXXXIII                             | 2012 | Sam Haslam           | Gas Gas     |
| LXXXIV                              | 2013 | Alexz Wigg           | Gas Gas     |
| LXXXV                               | 2014 | Alexz Wigg           | Gas Gas     |
| LXXXVI                              | 2015 | Michael Brown        | Gas Gas     |
| LXXXVII                             | 2016 | Sam Haslam           | Gas Gas     |
| LXXXVIII                            | 2017 | Dan Thorpe           | Gas Gas     |
| LXXXIX                              | 2018 | Dan Thorpe           | Gas Gas     |
| XC                                  | 2019 | Richard Sadler       | Gas Gas     |
| 2020 - 2021: No disputat (COVID-19) |      |                      |             |
| XCI                                 | 2022 | Andy Chilton         | Scorpa      |
| XCII                                | 2023 | Sam Yeomans          | Vertigo     |
| XCIII                               | 2024 | Sam Yeomans          | Vertigo     |

Notes
1. ↑  Victòria ex aequo amb F. J. Moore, I. Robertson, A. Sheen, A. Prince, L. Barrow, W. A. H. Scott i H. Whiteman
2. ↑  Victòria ex aequo amb D. K. Mansell